# Marcel Lutrand
Marcel Georges Lutrand, né le 22 février 1911 à Gennevilliers (Hauts-de-Seine) et mort le 3 octobre 1988 à Saint-Denis (Seine-Saint-Denis), est un acteur français.

## Théâtre
- 1931 : Ma vie, ma mort et mon mariage, comédie en 3 actes de Forge-Menot et Renée Demonvil, mise en scène de Philippe Richard, à l'Œil de Paris (2 septembre)[1]

## Filmographie
- 1932 : Grains de beauté de Pierre Caron : André
- 1932 : Les Gaietés de l'escadron de Maurice Tourneur : Favret
- 1932 : La Fleur d'oranger de Henry Roussel : Darblay
- 1933 : La Voie sans disque de Léon Poirier : Jean Carlier[2]. Ressorti en octobre 1935[3].